# Die hystorie vanden grooten Coninck Alexander

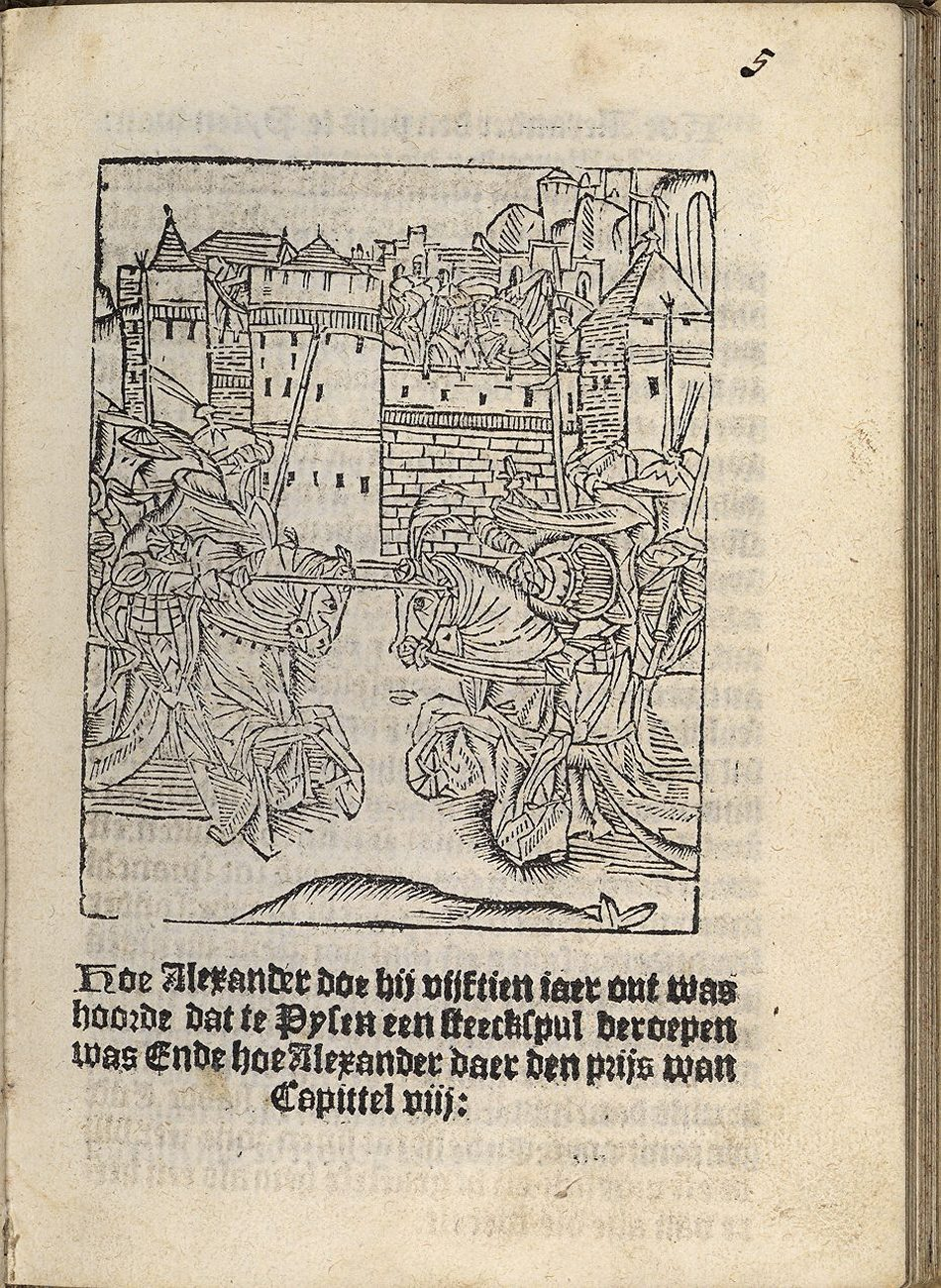
Die hystorie vanden grooten Coninck Alexander door de Delftse drukker Christiaen Snellaert

Op 7 oktober 1477 verscheen in Gouda de eerste druk van Die hystorie vanden grooten Coninck Alexander bij de bekende drukker Gheraert Leeu. Het boek is bijzonder omdat het het eerste niet-religieuze boek is dat in Nederland werd gedrukt. Bovendien is het boek in het Nederlands gedrukt en niet, zoals toen gebruikelijk, in het Latijn.

## Inhoud
Die hystorie vanden grooten Coninck Alexander bevat de geschiedenis van Alexander de Grote, de legendarische veldheer die ook in de Middeleeuwen zeer tot de verbeelding sprak.
Dit boek stamt uit de eerste periode na de uitvinding van de boekdrukkunst en wordt daarom een wiegedruk of incunabel genoemd. Er zijn in de Nederlanden in die periode slechts ca. 2200 boeken gedrukt.
De Koninklijke Bibliotheek verwierf op 14 maart 2009 een exemplaar dat gedrukt werd door de Delftse drukker Christiaen Snellaert.

## Afbeeldingen

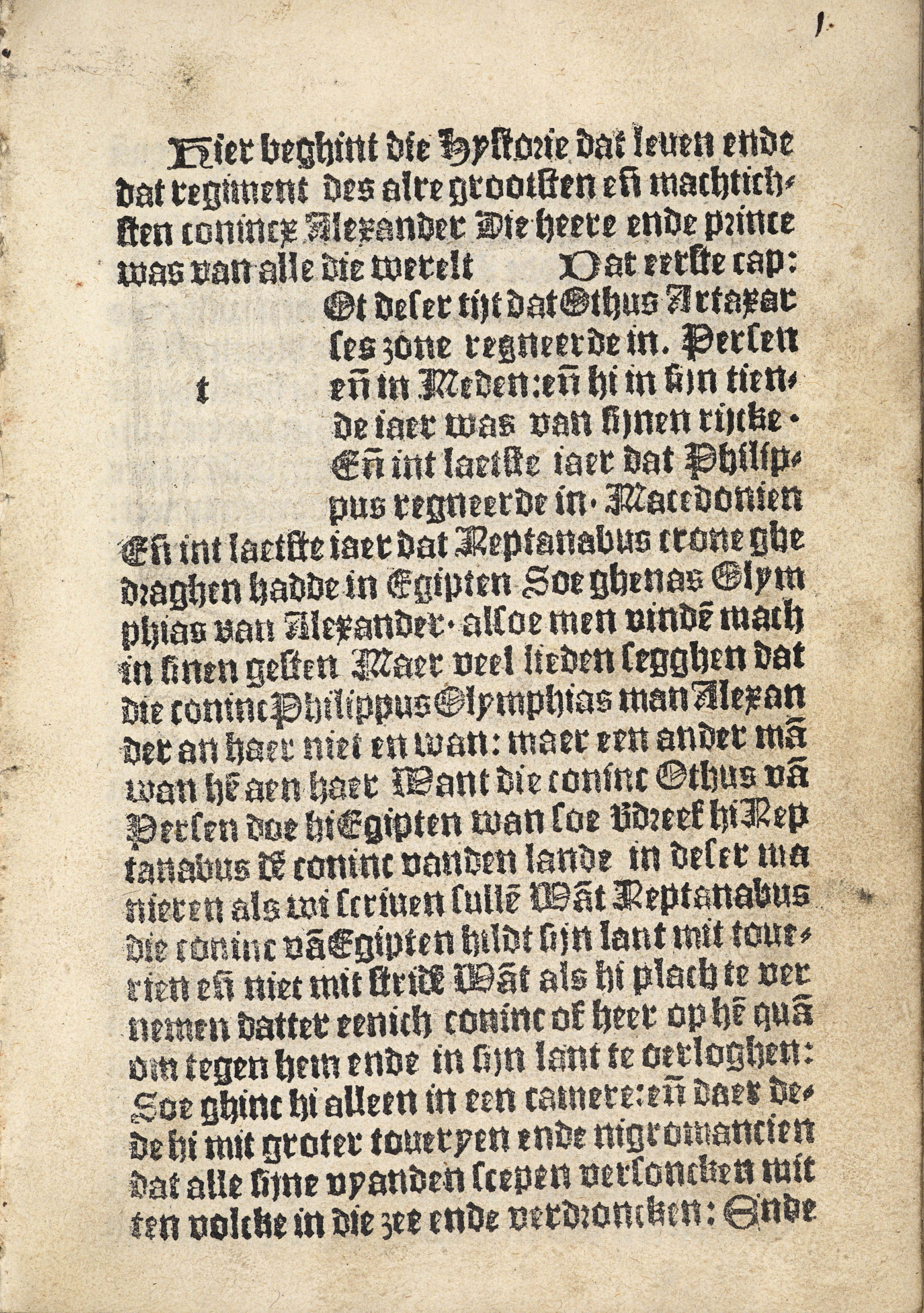
001r
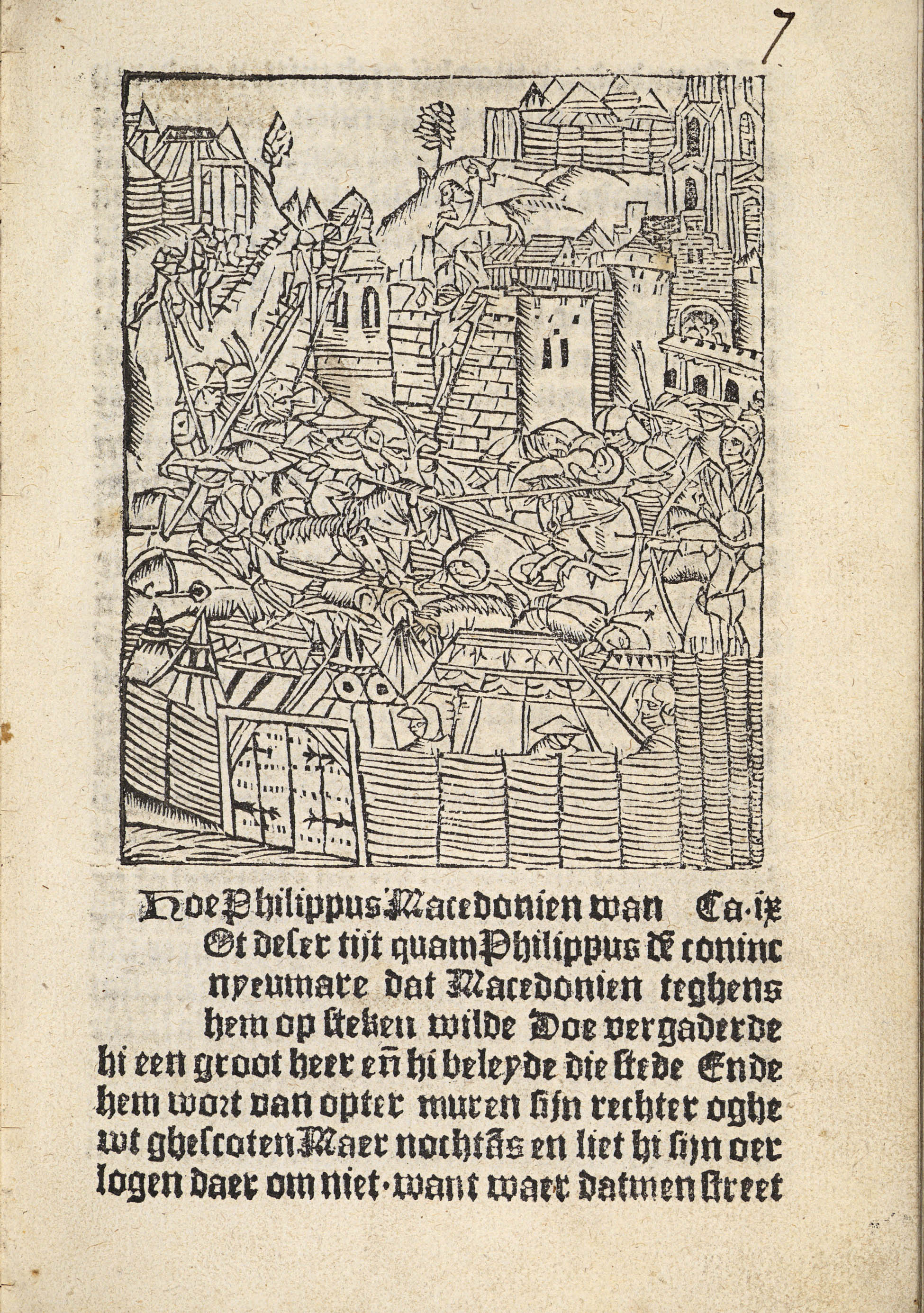
007r
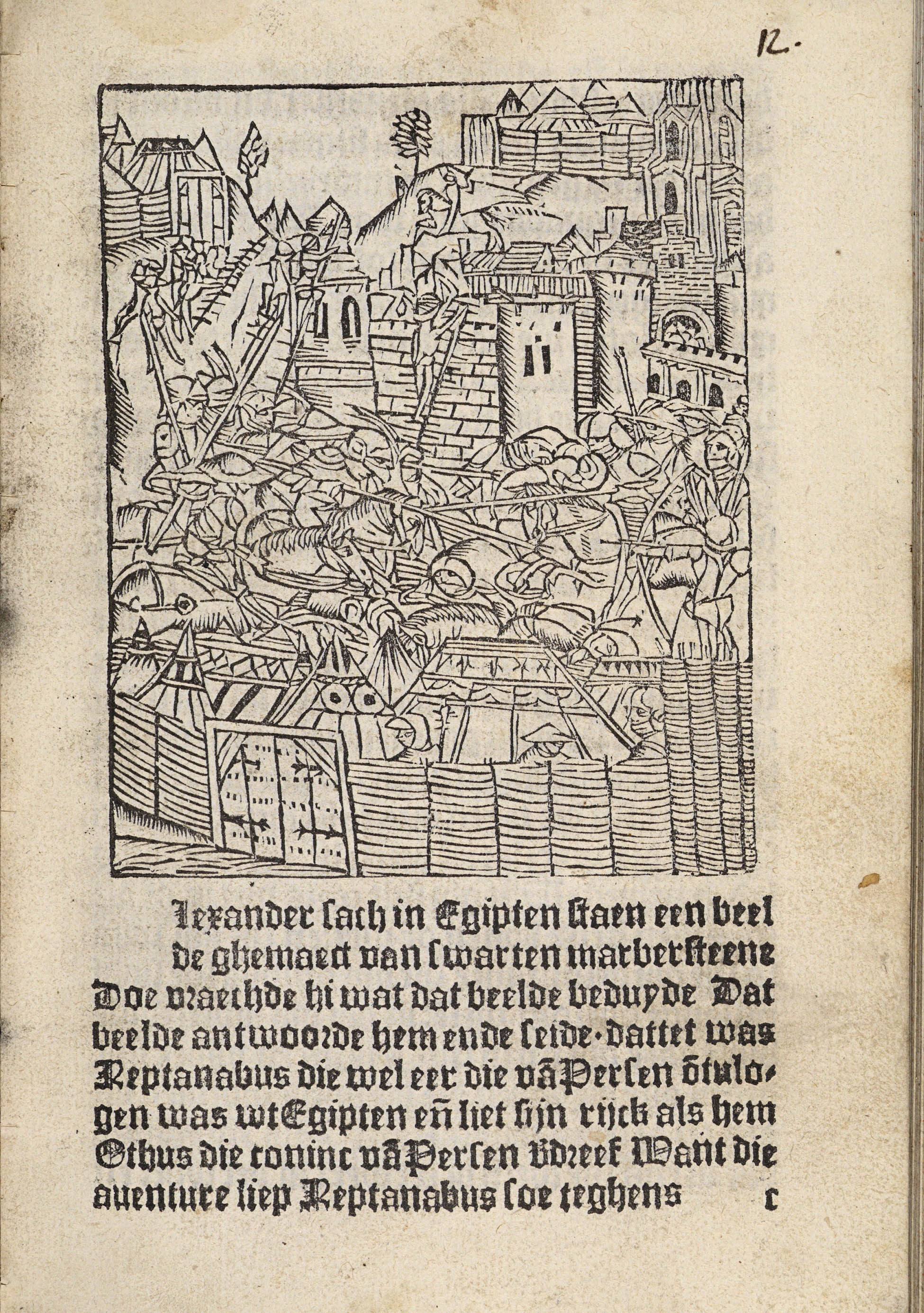
012r
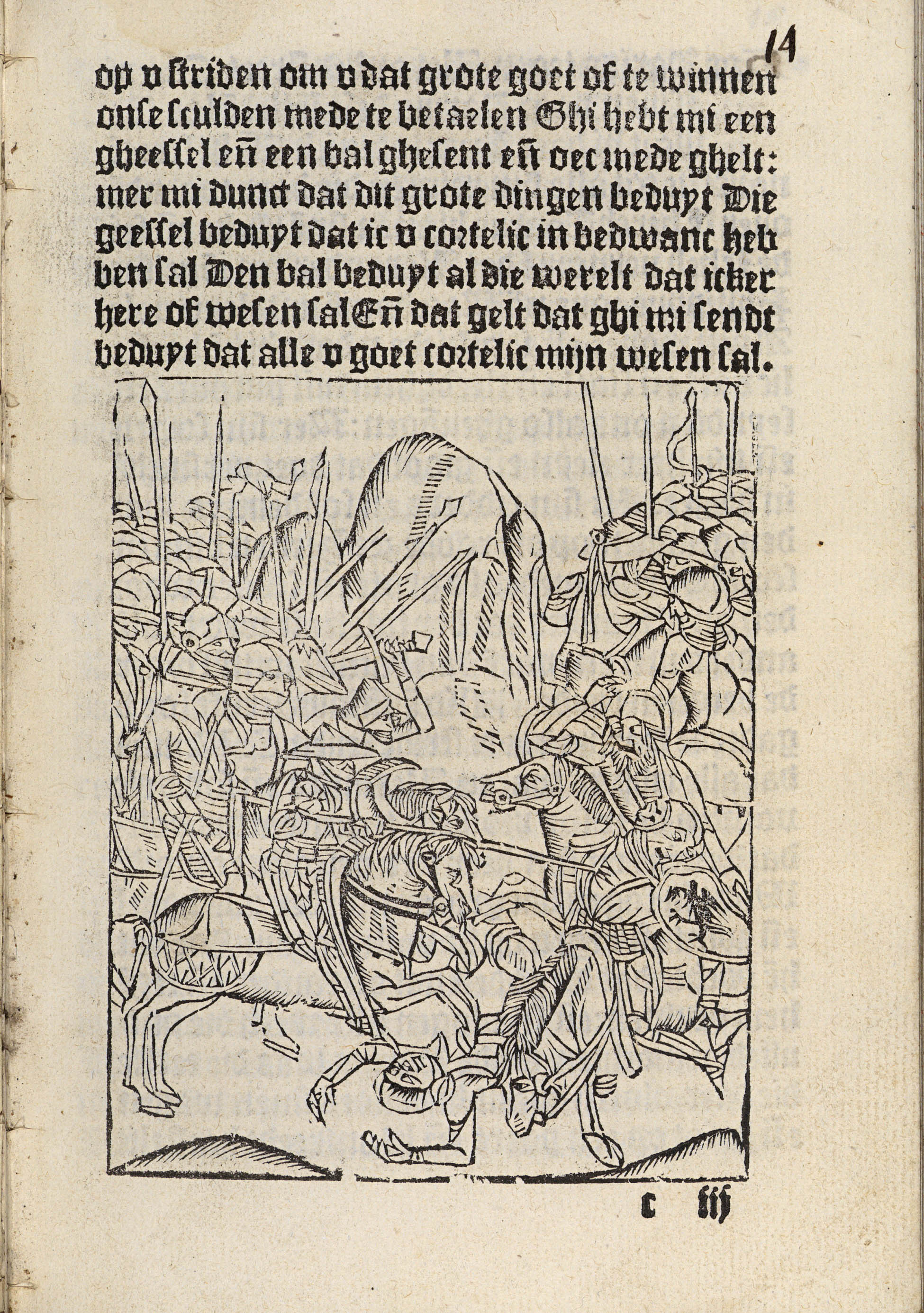
014r
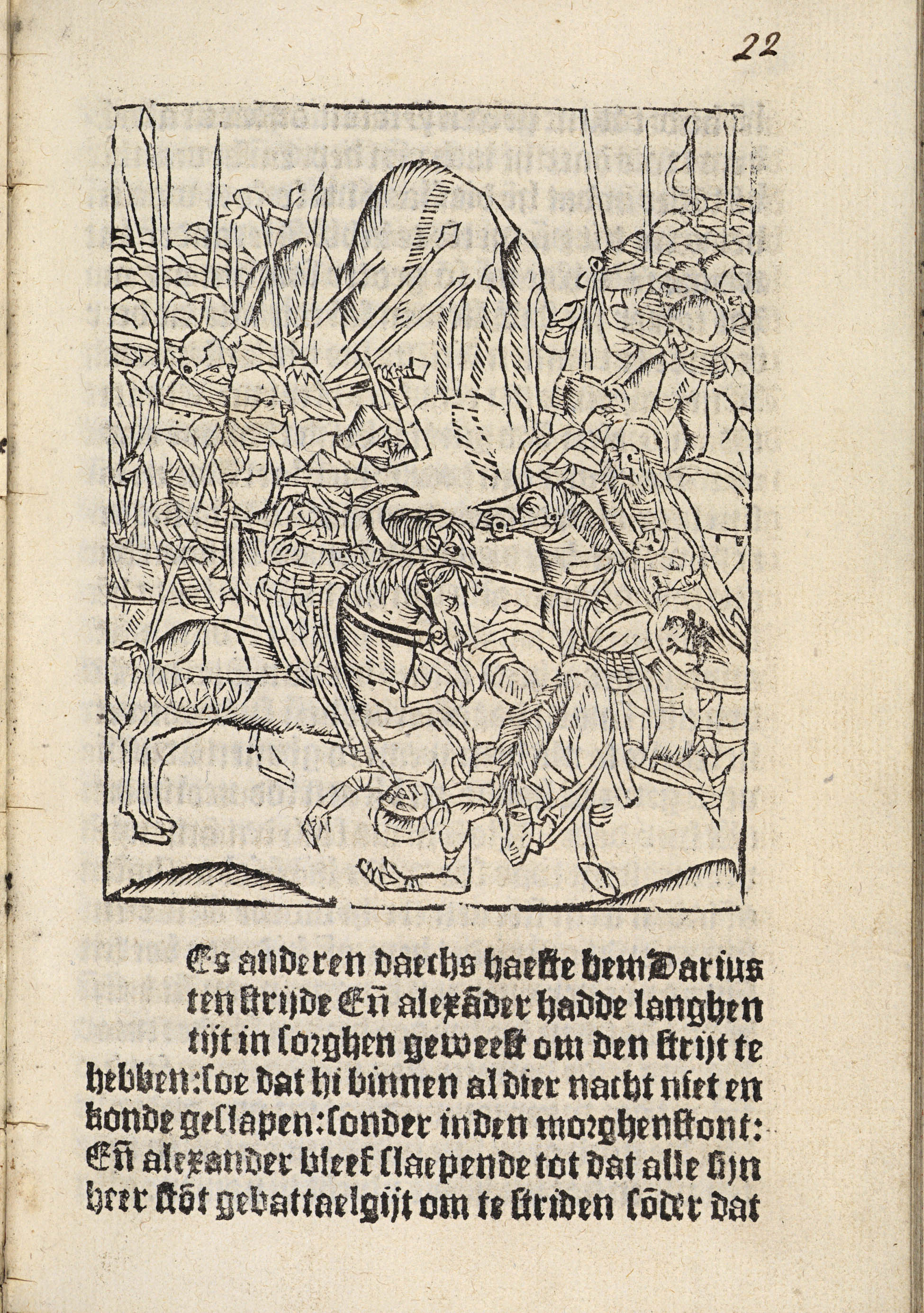
022r
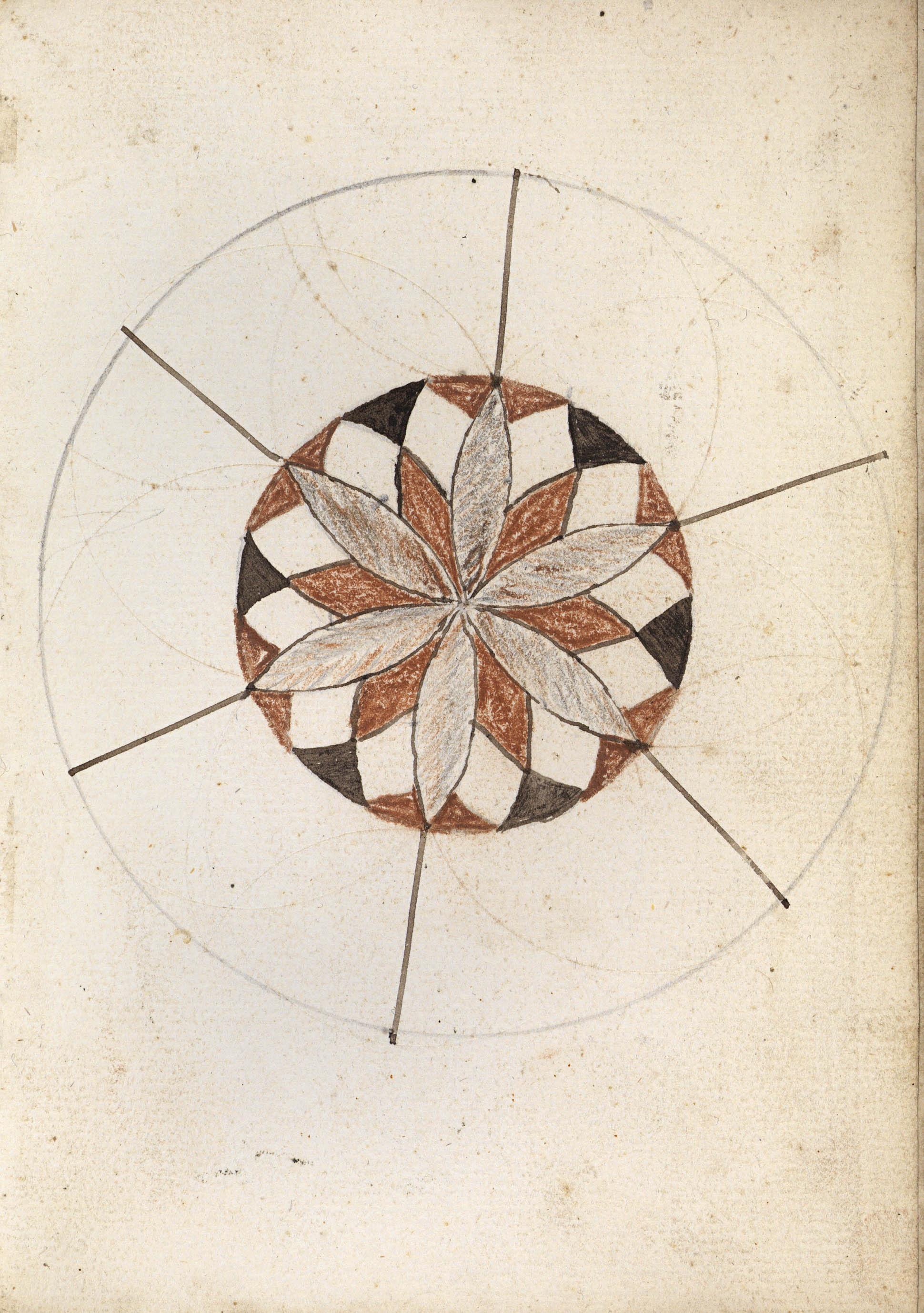
0000r
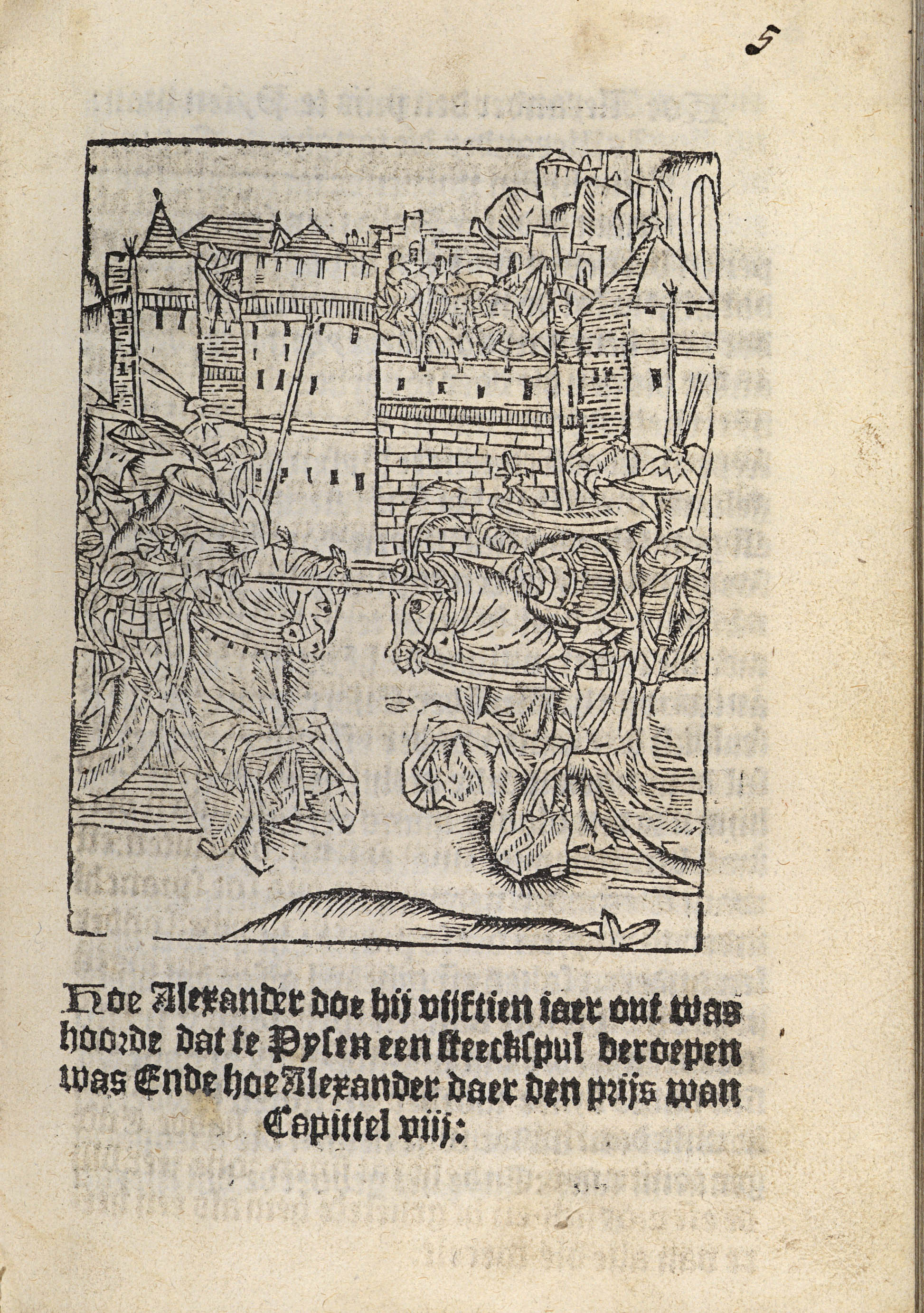
005r